# Stanisław Masłowski

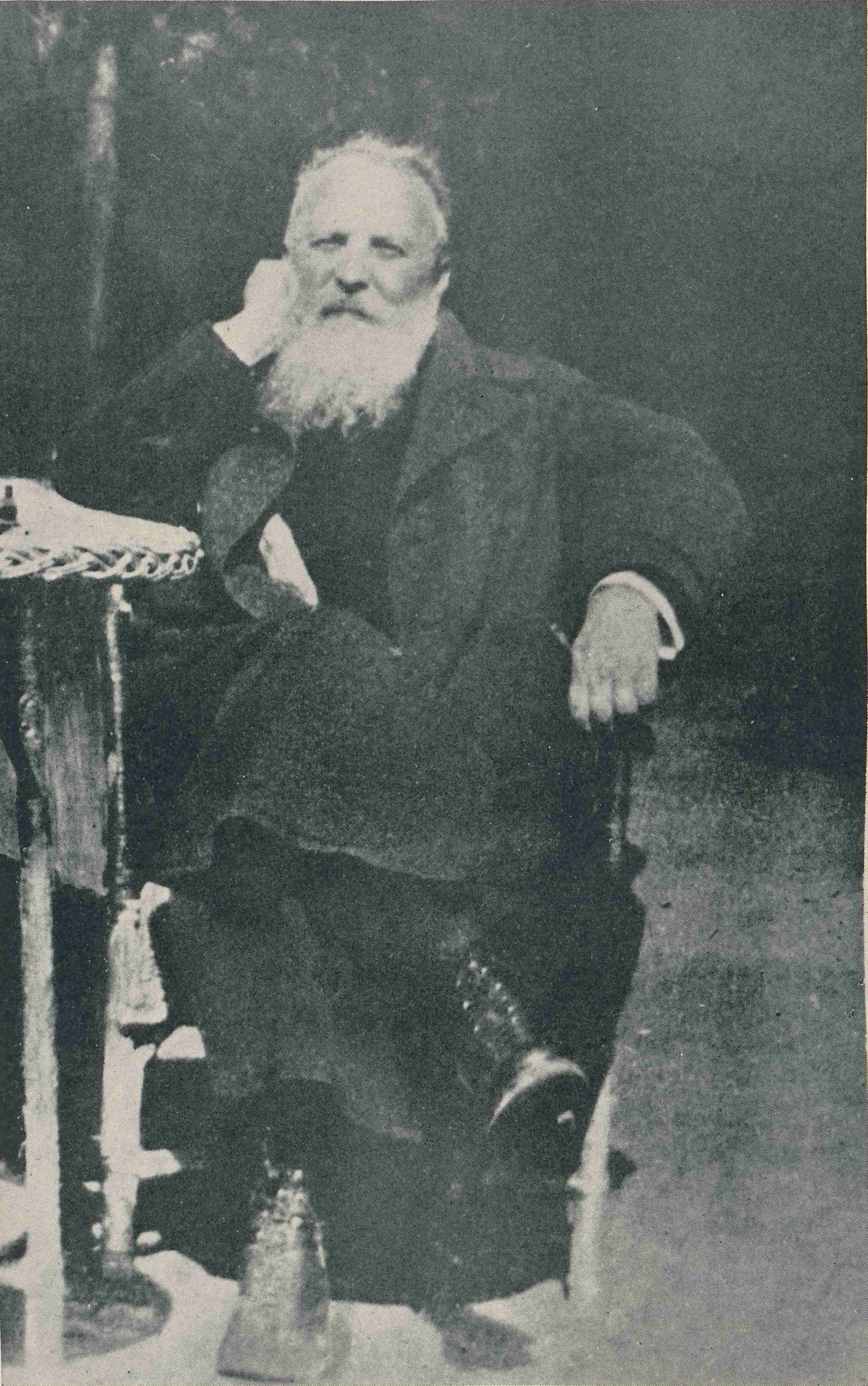
Stanisław Masłowski, 1925

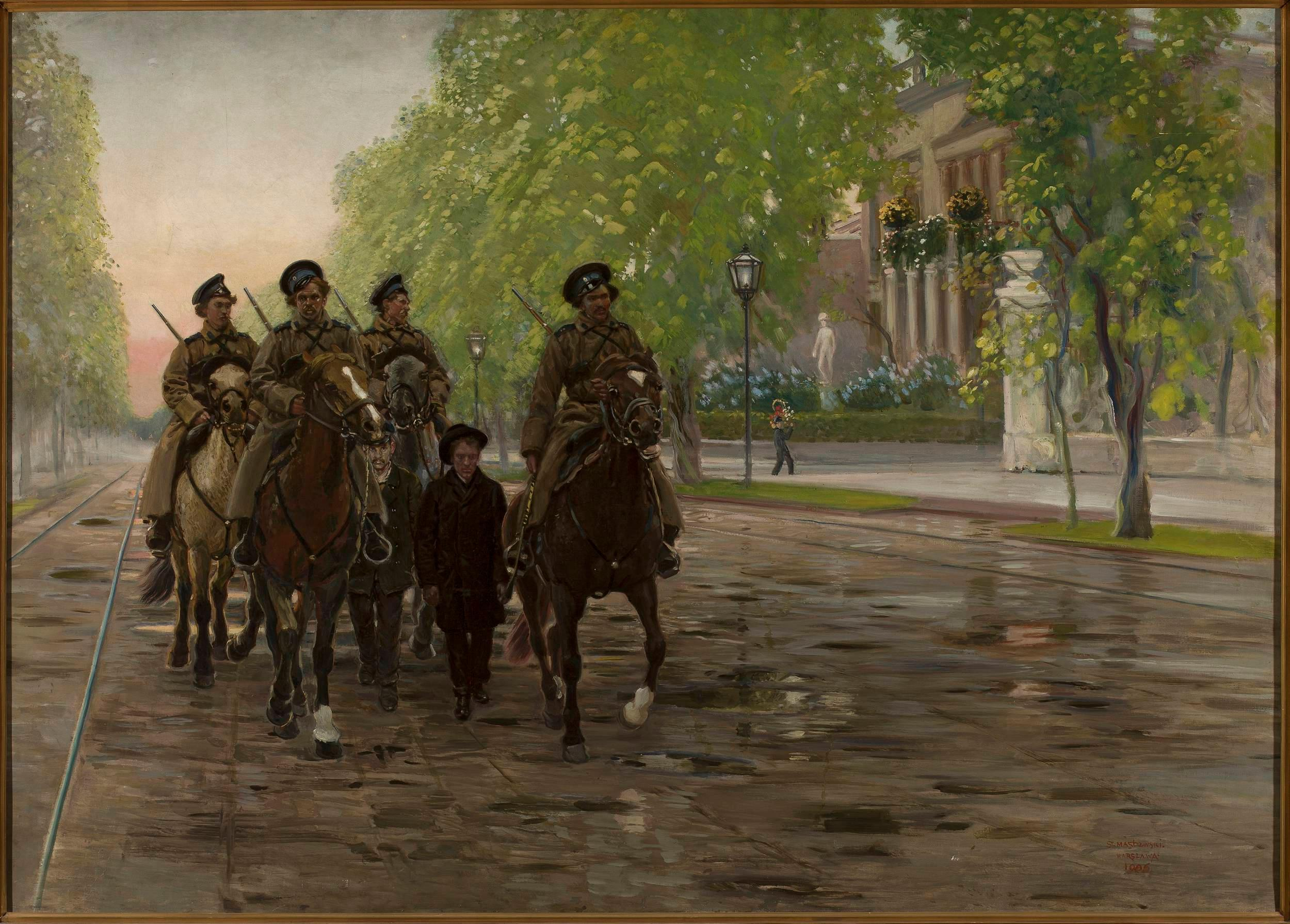
Das 1906 entstandene Gemälde „Frühling des Jahres 1905“ (poln.: Wiosna roku 1905) zeigt eine Kosakenpatrouille auf den Warschauer Aleje Ujazdowskie, Bestand des Warschauer Nationalmuseums

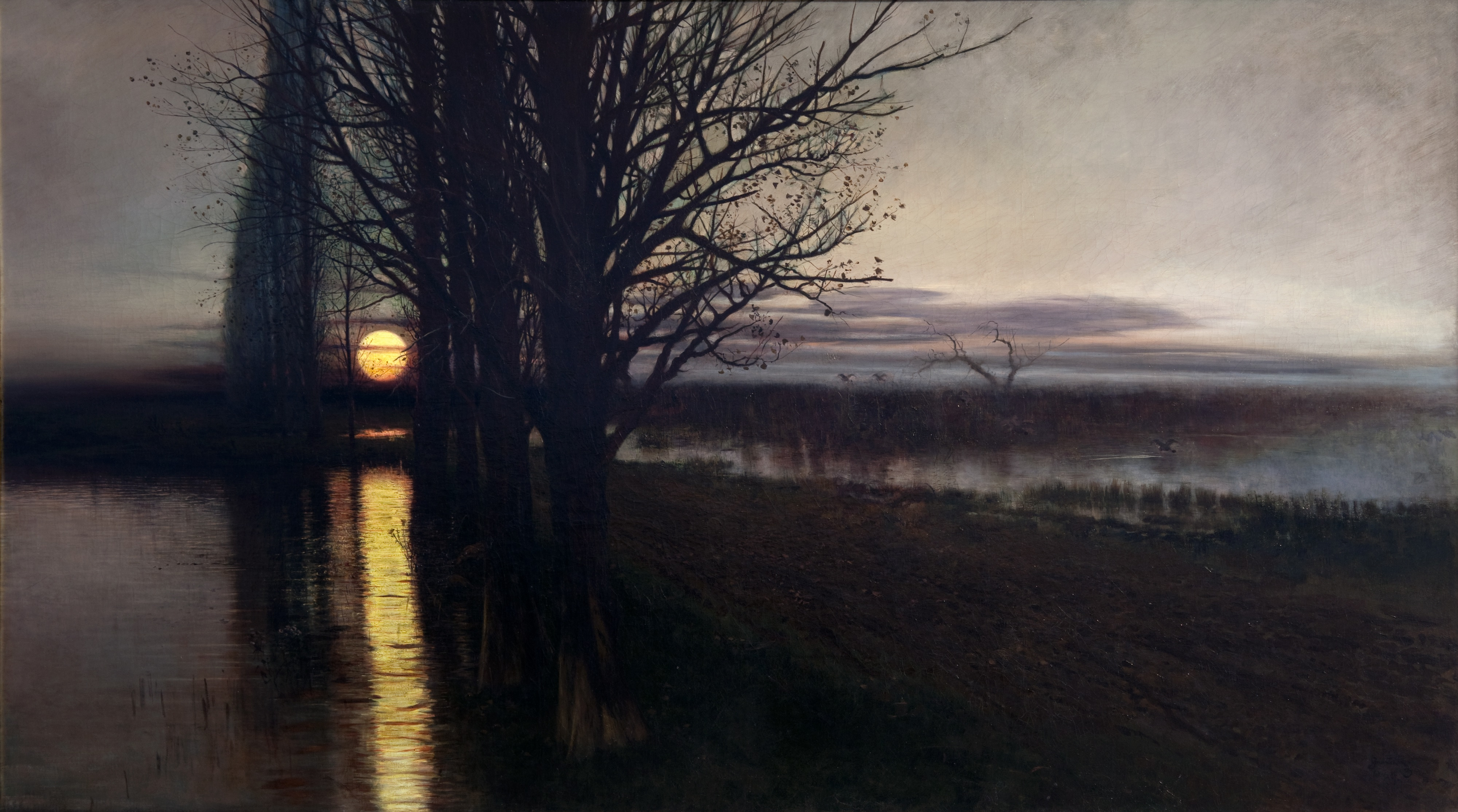
„Mondaufgang“, (poln.: Wschód Księżyca), 1884, Öl auf Leinwand, Bestand des Warschauer Nationalmuseums

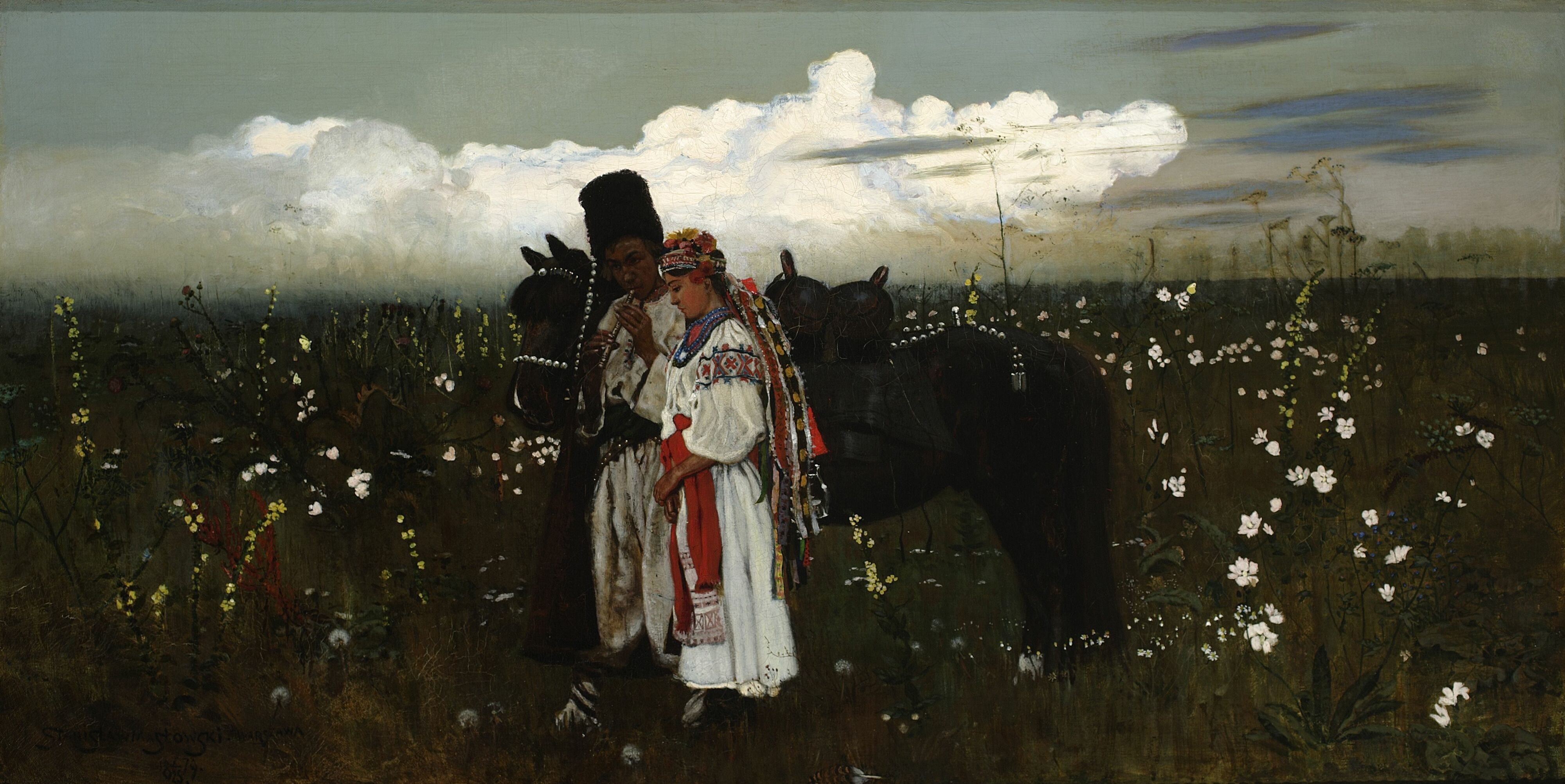
„Jaremas Dumka“ (poln.: Duma Jaremy), 1879, Öl auf Leinwand, Bestand des Warschauer Nationalmuseums. Das Bild stellt einen jungen Kosaken dar, der seiner Liebsten eine Dumka singt

Stanisław Stefan Zygmunt Masłowski (* 3. Dezember 1853 in Włodawa; † 31. Mai 1926 in Warschau) war ein polnischer Maler des Realismus. Er malte vorwiegend Landschaften und Genrebilder.

## Leben
Masłowski entstammte einer ursprünglich in Wieluń beheimateten, verarmten Aristokratenfamilie. Er war der Sohn des Juristen und Beamten Rajmund Masłowski und der Waleria Józefa, geb. Danilewicz. Sein Bruder war der Chemiker Bolesław Masłowski. Ab 1865 lebte Masłowski in Kalisz; hier besuchte er die Oberschule, an der der Maler Stanisław Barcikowski sein Lehrer war.
Von 1871 bis 1875 studierte er an der Warschauer Akademie der Bildenden Künste unter Wojciech Gerson und Aleksander Kamiński. 1875 erhielt er eine Silbermedaille der Kaiserlichen Kunstakademie in St. Petersburg für seine Zeichnungen. In den 1870er Jahren war er Mitglied einer Künstlergemeinschaft (unter anderem mit Józef Marian Chełmoński, Stanisław Witkiewicz und Antoni Piotrowski), die im Warschauer Hotel Europejski ein Atelier unterhielt.
Bis 1886 unternahm er mehrere Reisen in die Ukraine, die ihn künstlerisch beeindruckten. Auf seiner ersten Reise (1875) begleitete ihn der Schriftsteller Edward Chłopicki. Von 1884 bis 1887 war er mit einer Künstlergruppe verbunden, die sich um die Zeitschrift „Wędrowiec“ gebildet hatte. Dazu gehörten Aleksander Gierymski, Antoni Sygietyński, Józef Pankiewicz und Władysław Podkowiński.
1886 verbrachte Masłowski mehrere Monate in München. Spätere Reisen führten ihn nach Italien (1900, 1904, 1910, 1912–1914, 1922), Paris (1900, 1910, 1913), Wilna (1904) und Tunis (1912). Im Jahr 1897 wurde er Mitglied der Krakauer Künstlervereinigung „Sztuka“. Masłowski stellte auf vielen internationalen Ausstellungen aus, so in Chicago, Berlin, Wien (auf Ausstellungen der Wiener Secession) und Paris. Auf der Exposition Universelle 1900 in Paris erhielt er eine Auszeichnung für das Gemälde „Der Markt von Kazimierz Dolny“. Ebenfalls 1913 hatte er in Paris eine Einzelausstellung.
Das 1914 erfolgte Angebot, einen Lehrstuhl an der Warschauer Akademie zu übernehmen, lehnte Masłowski ab. Die Warschauer Gesellschaft zur Förderung der Schönen Künste organisierte 1916 eine große Einzelausstellung in der Galeria Zachęta für ihn. Im Jahr 1921 wurde er zum Mitglied der Société Nationale des Beaux-Arts in Paris ernannt. 1925 wurde Masłowski mit dem Offizierskreuz des Ordens Polonia Restituta ausgezeichnet. Er starb 1926 und wurde auf dem Powązki-Friedhof beerdigt.
Am 20. Februar 1897 hatte er Aniela Ponikowska, die Schwester des Juristen Cezary Ponikowski, geheiratet. Sie hatten einen Sohn, den Kunsthistoriker Maciej Masłowski.

## Werk
Im Zentrum seiner Malerei standen die heimatlichen Landschaften (Masowien) und Genres Polens. Seine Bilder zeigen den typisch polnischen, sentimentalen Ton der Zeit. In spätere Werke setzte er auch Elemente des Impressionismus bis zum Modernismus ein. Vor allem Lichteffekte waren ihm hier wichtig. Masłowski malte in Öl und Aquarell. Die umfangreichste Sammlung seiner Werke befindet sich im Nationalmuseum in Warschau.